# Poljice (żupania dubrownicko-neretwiańska)
Poljice – wieś w Chorwacji, w żupanii dubrownicko-neretwiańskiej, w gminie Konavle. W 2011 roku liczyła 70 mieszkańców.